# INS Tir (A86)
INS Tir (A86) je cvičná loď indického námořnictva. Ve službě je od roku 1986. Její hlavní základnou je Kóčin. Je to historicky první indická cvičná loď.

## Stavba
Plavidlo bylo postaveno v loděnici Mazagon Dock Limited v Bombaji. Loď byla spuštěna na vodu 15. dubna 1983 a uvedena do služby 21. února 1986. V květnu 1986 byla objednána druhá jednotka, ale objednávka byla záhy zrušena pro nedostatek financí.

## Konstrukce

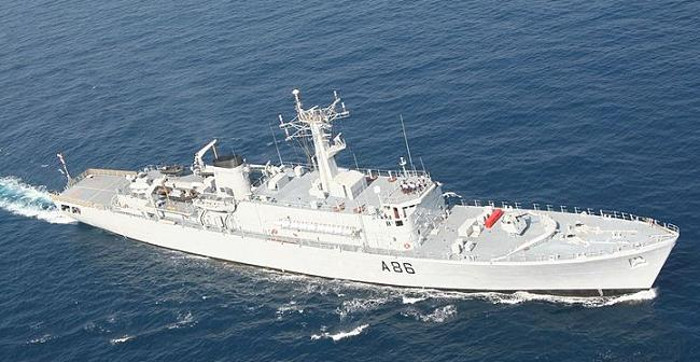
INS Tir v Čitágáonu

Posádku tvoří 293 osob, z toho 35 důstojníků. Dále je na palubě 20 instruktorů a 120 kadetů. Loď nese navigační radary BEL/Racal Decca TM-1229 a BEL/Racal Decca 1245. Doplňuje je systém satelitní navigace. Vyzbrojena je dvěma 40mm kanóny QF Mk.5 umístěnými na přídi. Na zádi se nachází přistávací plocha pro vrtulník. Pohonný systém tvoří dva diesely Kirloskar-SEMT-Pielstick 18PA6V-280BTC, každý o výkonu 7072 hp, pohánějícím dva lodní šrouby. Nejvyšší rychlost dosahuje 18 uzlů. Dosah je 6000 námořních mil při rychlosti 12 uzlů.

## Služba
V roce 2022 plavidlo oslavilo 36 let služby. Během té doby na moři urazilo více než 600 000 námořních mil a navštívilo 25 zemí. Po opravách byla životnost plavidla prodloužena do roku 2025.